# 祭墩、竹墩、奤墩
祭墩、竹墩、奤墩，位于江苏省扬州市宝应县，是中华人民共和国江苏省文物保护单位之一。
1982年3月25日，授予江苏省文物保护单位，是一座古墓葬。